# Тверская губерния
Тверска́я губе́рния — административно-территориальная единица в 1796—1917 в составе Российской империи, в 1917—1929 — в составе РСФСР.
Была расположена в центральной части России, граничила с Московской и Смоленской губерниями на юге, Новгородской и Вологодской губерниями на севере, Псковской губернией на западе, Ярославской на востоке и Владимирской на юго-востоке.
Площадь — 56 837 вёрст² (64 686 км²).
Тверская губерния была образована в 1796 году на месте Тверского наместничества, учреждённого 25 ноября 1775 года.
Центром губернии был город Тверь.

## Административное деление
В момент образования Тверская губерния включала 9 уездов: Бежецкий, Вышневолоцкий, Зубцовский, Кашинский, Новоторжский, Осташковский, Ржевский, Старицкий, Тверской. В 1803 году были воссозданы упразднённые при образовании губернии уезды: Весьегонский, Калязинский и Корчевской.
С 1803 до 1918 года в состав губернии входило 12 уездов:
| №  | Уезд          | Уездный город                | Герб уездного города | Площадь, вёрст² | Население (1897), чел. |
| -- | ------------- | ---------------------------- | -------------------- | --------------- | ---------------------- |
| 1  | Бежецкий      | Бежецк (9450 чел.)           |                      | 7371,5          | 247 952                |
| 2  | Весьегонский  | Весьегонск (3457 чел.)       |                      | 6171,1          | 155 431                |
| 3  | Вышневолоцкий | Вышний Волочек (16 612 чел.) |                      | 8149,4          | 179 141                |
| 4  | Зубцовский    | Зубцов (2992 чел.)           |                      | 2610,2          | 103 109                |
| 5  | Калязинский   | Калязин (5496 чел.)          |                      | 2703,7          | 111 807                |
| 6  | Кашинский     | Кашин (7544 чел.)            |                      | 2622,5          | 119 510                |
| 7  | Корчевской    | Корчева (2384 чел.)          |                      | 3810,9          | 119 009                |
| 8  | Новоторжский  | Торжок (12 698 чел.)         |                      | 4602,4          | 146 178                |
| 9  | Осташковский  | Осташков (10 445 чел.)       |                      | 7623,6          | 130 161                |
| 10 | Ржевский      | Ржев (21 265 чел.)           |                      | 3713,9          | 143 789                |
| 11 | Старицкий     | Старица (6368 чел.)          |                      | 3963,1          | 146 143                |
| 12 | Тверской      | Тверь (53 544 чел.)          |                      | 3494,7          | 166 905                |

### Заштатный город
| № | Город        | Население (1897) | Входит в          | Герб |
| - | ------------ | ---------------- | ----------------- | ---- |
| 1 | Красный Холм | 2514 чел.        | Весьегонский уезд |      |

### После революции
28 декабря 1918 года образован Кимрский уезд, 10 января 1919 года — Краснохолмский уезд. 20 мая 1922 года упразднены Зубцовский, Калязинский и Корчевской уезды, а Весьегонский и Краснохолмский переданы в Рыбинскую губернию (возвращены в 1923). В 1924 году упразднены Краснохолмский и Старицкий уезды, а в 1927 — Кашинский.

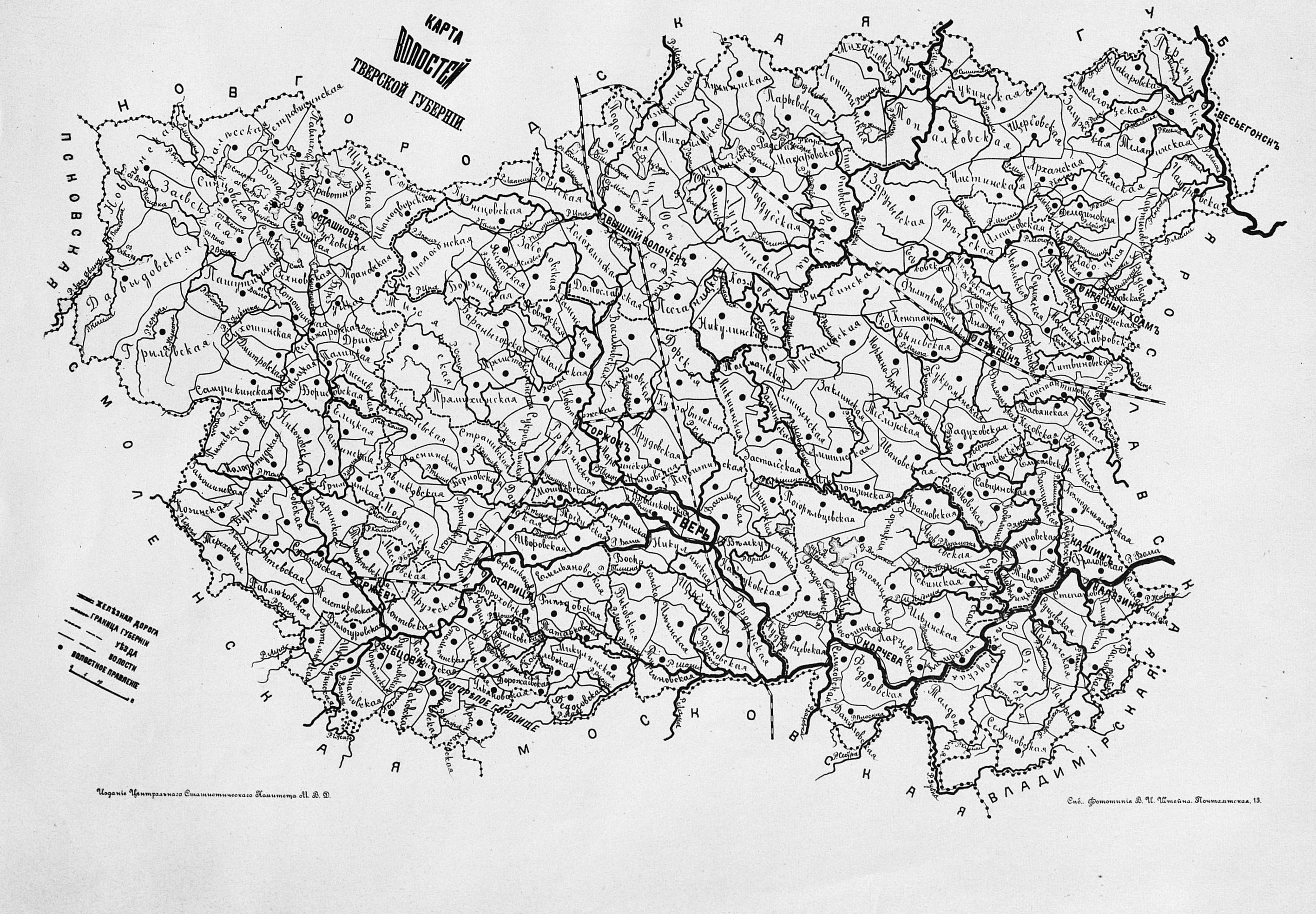
Волости Тверской губернии

Постановлением Президиума ВЦИК «Об образовании на территории РСФСР административно-территориальных объединений краевого и областного значения» от 14 января 1929 года с 1 октября 1929 года Тверская губерния была упразднена и образована Западная область с центром в городе Смоленске, в составе, в качестве основного массива, нижеследующих административно-территориальных единиц: Смоленской, Брянской и Калужской губерний, Ржевского уезда, южной части Осташковского уезда и волостей Тысяцкой и Борковской, Новоторжского уезда Тверской губернии. Оставшаяся территория губернии вошла в Центрально-промышленную область.

## Население

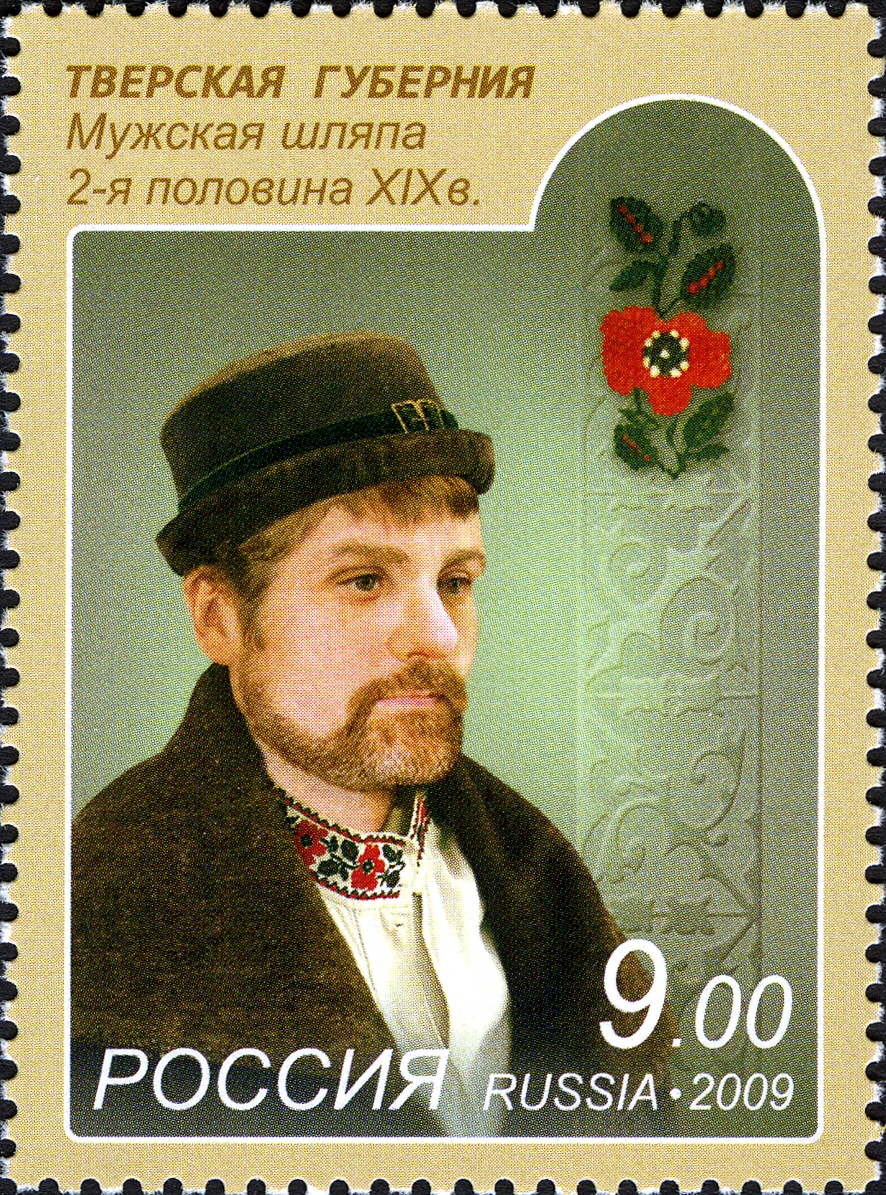
Почтовая марка России, 2009 год

Национальный состав в 1897 году:
| Уезд             | русские | карелы |
| ---------------- | ------- | ------ |
| Губерния в целом | 92,8 %  | 6,7 %  |
| Бежецкий         | 80,8 %  | 19,0 % |
| Весьегонский     | 83,7 %  | 16,2 % |
| Вышневолоцкий    | 83,4 %  | 15,5 % |
| Зубцовский       | 98,7 %  | 1,2 %  |
| Калязинский      | 99,9 %  | …      |
| Кашинский        | 99,9 %  | …      |
| Корчевской       | 99,8 %  | …      |
| Новоторжский     | 89,1 %  | 10,6 % |
| Осташковский     | 98,8 %  | …      |
| Ржевский         | 99,3 %  | …      |
| Старицкий        | 99,8 %  | …      |
| Тверской         | 97,9 %  | …      |

### Дворянские роды

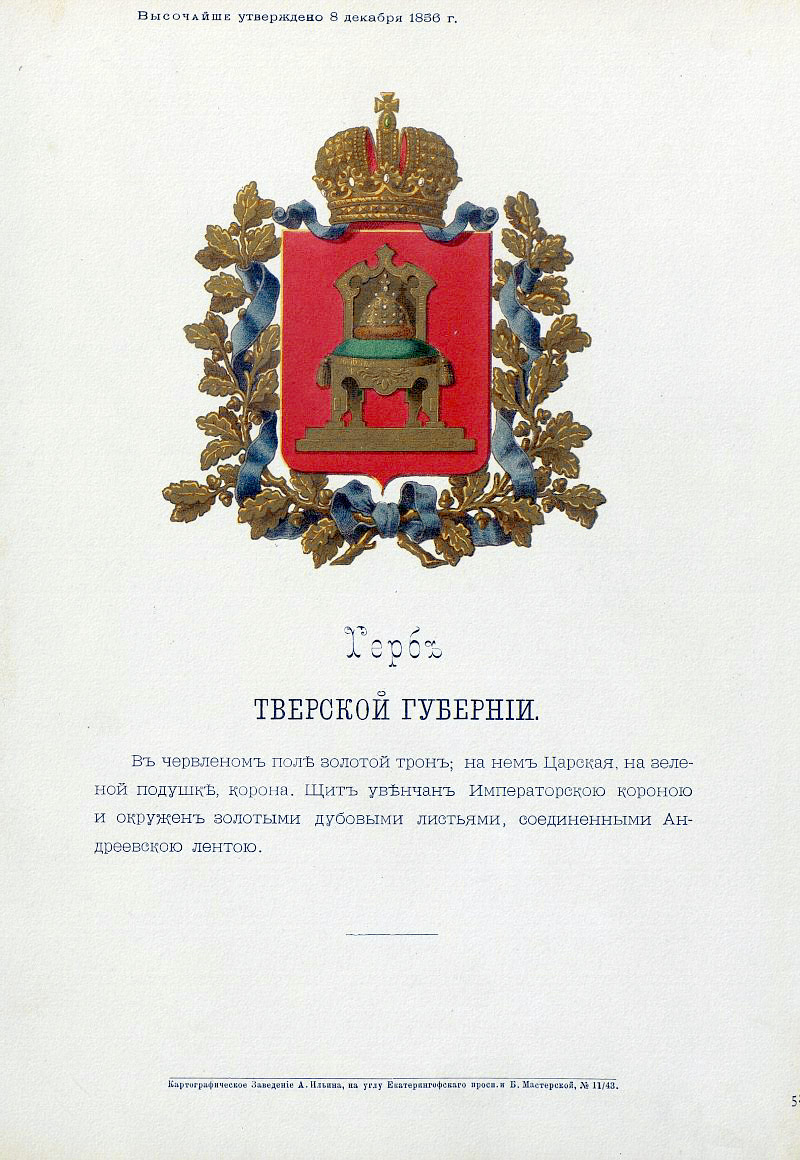
Герб губернии c оф.описанием, утверждённый Александром II (1856)

Воробьёвы, Жолобовы, Завалишины, Зыковы, Игнатьевы, Извековы, Изединовы, Казариновы, Казины, Калитеевские, Каловские, Карабчевские, Карауловы, Кардо-Сысоевы, Карповские, Карякины, Кафтыревы, Кетриц, Кисловские, Клокачевы, Костеревы,Сверчковы, Травины.

## Символика

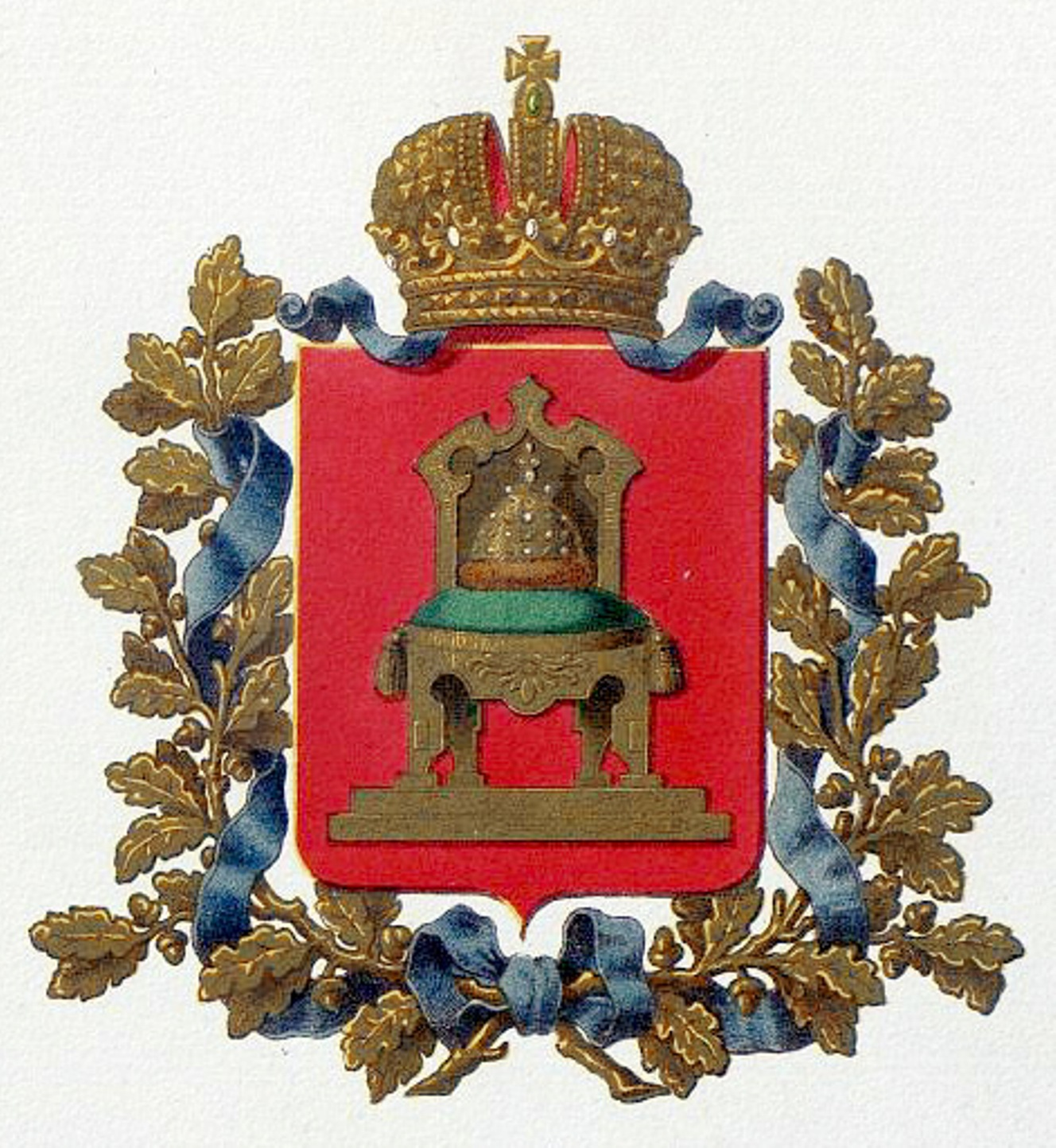
Герб губернии (изд. МВД, 1880)
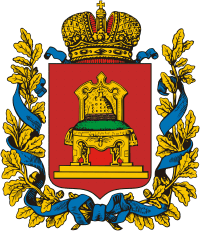
Современный рисунок герба (2000-е годы)

## Руководство губернии

### Генерал-губернаторы
| Ф. И. О.                 | Титул, чин, звание    | Время замещения должности |
| ------------------------ | --------------------- | ------------------------- |
| Сиверс Яков Ефимович     | граф, генерал-поручик | 1776—1781                 |
| Брюс Яков Александрович  | граф, генерал-поручик | 1781—1784                 |
| Архаров Николай Петрович | генерал-поручик       | 1784—1797                 |
| Ольденбургский Георг     | принц                 | 18.04.1809—22.03.1812     |

### Правители наместничества
| Ф. И. О.                        | Титул, чин, звание                                             | Время замещения должности |
| ------------------------------- | -------------------------------------------------------------- | ------------------------- |
| Кречетников Михаил Никитович    | генерал-майор                                                  | 1776                      |
| Тутолмин Тимофей Иванович       | генерал-поручик                                                | 1776—1783                 |
| Лопухин, Пётр Васильевич        |                                                                | 1783—1784                 |
| Осипов Григорий Михайлович      | генерал-майор                                                  | 1785—1793                 |
| Тейльс Игнатий Антонович        | статский советник                                              | 01.04.1793—1796           |
| Поликарпов Александр Васильевич | генерал-майор, действительный статский советник (с 07.01.1797) | 1796—15.02.1797           |

### Губернаторы
| Ф. И. О.                                 | Титул, чин, звание                                                      | Время замещения должности |
| ---------------------------------------- | ----------------------------------------------------------------------- | ------------------------- |
| Поликарпов Александр Васильевич          | генерал-майор, действительный статский советник (с 07.01.1797)          | 1796—15.02.1797           |
| Тейльс Игнатий Антонович                 | действительный статский советник                                        | 21.02.1797—29.04.1800     |
| Мертенс Василий Фёдорович                | действительный статский советник                                        | 01.05.1800—09.05.1802     |
| Ухтомский Иван Михайлович                | князь, действительный статский советник                                 | 09.05.1802—19.02.1804     |
| Ушаков Александр Андреевич               | действительный статский советник                                        | 29.04.1804—12.03.1812     |
| Кологривов Лука Семёнович                | статский советник                                                       | 12.03.1812—10.03.1813     |
| Озеров Пётр Иванович                     | действительный камергер                                                 | 10.03.1813—07.06.1817     |
| Всеволожский Николай Сергеевич           | действительный статский советник                                        | 17.07.1817—18.02.1826     |
| Борисов Василий Андрианович              | статский советник                                                       | 18.02.1826—04.03.1830     |
| Обресков Дмитрий Михайлович              | статский советник                                                       | 04.03.1830—18.12.1830     |
| Горн Пётр Григорьевич                    | действительный статский советник                                        | 18.12.1830—12.02.1831     |
| Апраксин Пётр Иванович                   | граф, действительный статский советник                                  | 12.02.1831—19.04.1831     |
| Тюфяев Кирилл Яковлевич                  | действительный статский советник                                        | 26.04.1831—13.04.1834     |
| Толстой Александр Петрович               | граф, действительный статский советник                                  | 13.04.1834—16.12.1837     |
| Болговской Яков Дмитриевич               | действительный статский советник                                        | 16.12.1837—06.12.1842     |
| Бакунин Александр Павлович               | статский советник (тайный советник)                                     | 16.12.1842—18.10.1857     |
| Баранов Павел Трофимович                 | граф, Свита Его Величества, генерал-майор, и. д. (утверждён 13.09.1858) | 18.10.1857—14.10.1862     |
| Багратион Пётр Романович                 | князь, Свита Его Величества, генерал-майор (генерал-лейтенант)          | 14.10.1862—25.03.1868     |
| Сомов Афанасий Николаевич                | в звании камергера, действительный статский советник (тайный советник)  | 31.03.1868—25.04.1890     |
| Ахлестышев Павел Дмитриевич              | в звании камергера, действительный статский советник                    | 25.04.1890—01.11.1897     |
| Голицын Николай Дмитриевич               | князь, тайный советник                                                  | 07.11.1897—06.12.1903     |
| Ширинский-Шихматов Алексей Александрович | князь, действительный статский советник (гофмейстер)                    | 12.12.1903—13.04.1904     |
| Урусов Сергей Дмитриевич                 | князь, действительный статский советник                                 | 31.12.1904—10.06.1905     |
| Слепцов Павел Александрович              | действительный статский советник                                        | 27.06.1905—25.03.1906     |
| Бюнтинг Николай Георгиевич               | действительный статский советник                                        | 15.04.1906—02.03.1917     |

### Губернские предводители дворянства
| Ф. И. О.                         | Титул, чин, звание                                                            | Время замещения должности |
| -------------------------------- | ----------------------------------------------------------------------------- | ------------------------- |
| Олсуфьев Иван Матвеевич          | действительный статский советник                                              | 1776—1782                 |
| Баклановский Иван Семёнович      | полковник                                                                     | 1783—1785                 |
| Карабанов Фёдор Леонтьевич       | бригадир                                                                      | 1785—1795                 |
| Игнатьев Николай Иванович        | секунд-майор                                                                  | 1795—1801                 |
| Тутолмин Тимофей Иванович        | генерал-аншеф                                                                 | 1802—1806                 |
| Шишков Ардалион Семёнович        | надворный советник                                                            | 1806—1807                 |
| Бакунин Александр Михайлович     | коллежский советник                                                           | 1807—1808                 |
| Баклановский Михаил Алексеевич   | генерал-майор                                                                 | 1808—1811                 |
| Шишкин Сергей Алексеевич         | действительный статский советник                                              | 1811—1812                 |
| Сухотин Иван Алексеевич          | майор                                                                         | 1812—1813                 |
| Шишкин Сергей Алексеевич         | действительный статский советник                                              | 1813—1815                 |
| Полторацкий Алексей Маркович     | действительный статский советник                                              | 1815—1822                 |
| Черемисинов Александр Матвеевич  | майор                                                                         | 1822—1823                 |
| Демьянов Яков Иванович           | капитан 2-го ранга                                                            | 12.01.1824—17.12.1826     |
| Квашнин-Самарин Яков Степанович  | генерал-майор                                                                 | 17.12.1826—19.12.1832     |
| Полторацкий Алексей Маркович     | действительный статский советник                                              | 19.01.1833—26.01.1839     |
| Манзей Николай Логгинович        | генерал-майор                                                                 | 14.02.1839—17.12.1841     |
| Фиглев Сергей Михайлович         | ротмистр                                                                      | 27.01.1842—26.01.1845     |
| Кожин Иван Николаевич            | штабс-ротмистр                                                                | 24.02.1845—17.12.1847     |
| Чашников Александр Иванович      | гвардии полковник                                                             | 13.01.1848—18.12.1850     |
| Озеров Александр Андреевич       | статский советник                                                             | 28.01.1851—17.12.1856     |
| Унковский Алексей Михайлович     | коллежский асессор                                                            | 15.03.1857—19.12.1859     |
| Клокачёв Пётр Павлович           | гвардии штабс-капитан, и. д.                                                  | 21.12.1859—08.08.1860     |
| Бровцын Василий Дмитриевич       | отставной ротмистр, и. д.                                                     | 08.08.1860—26.05.1862     |
| Сухотин Владимир Николаевич      | действительный статский советник                                              | 08.03.1863—11.03.1866     |
| Мещерский Борис Васильевич       | князь, в звании камергера, действительный статский советник (тайный советник) | 18.03.1866—12.01.1884     |
| Оленин Николай Петрович          | коллежский секретарь (действительный статский советник)                       | 12.01.1884—21.01.1899     |
| Всеволожский Михаил Владимирович | статский советник                                                             | 05.02.1899—16.02.1905     |
| Головин Сергей Фёдорович         | действительный статский советник                                              | 16.02.1905—13.01.1908     |
| Кушелев Андрей Андреевич         | действительный статский советник                                              | 13.01.1908—21.01.1911     |
| Паскин Александр Степанович      | действительный статский советник                                              | 21.01.1911—1914           |
| Менделеев Павел Павлович         | тайный советник                                                               | 1914—1917                 |

### Вице-губернаторы
| Ф. И. О.                              | Титул, чин, звание                                                                                     | Время замещения должности |
| ------------------------------------- | --- | ------------------------- |
| Тутолмин Тимофей Иванович             | бригадир                                                                                               | 1775—1776                 |
| Карабанов Фёдор Леонтьевич            | бригадир                                                                                               | 1776—1778                 |
| Муравьёв Никита Артамонович           | действительный статский советник                                                                       | 1778—1781                 |
| Арсеньев Михаил Михайлович            | бригадир                                                                                               | 1781—1782                 |
| Лазарев Пётр Гаврилович               | коллежский советник (статский советник)                                                                | 29.11.1782—30.07.1787     |
| Тейльс Игнатий Антонович              | статский советник (действительный статский советник)                                                   | 1787—29.01.1797           |
| Годеин Иван Павлович                  | статский советник                                                                                      | 08.02.1797—29.04.1800     |
| Ушаков Александр Андреевич            | статский советник                                                                                      | 21.07.1800—24.07.1802     |
| Арсеньев Алексей Иванович             | статский советник                                                                                      | 24.07.1802—18.08.1808     |
| Толстой Андрей Иванович               | коллежский советник                                                                                    | 31.10.1808—25.10.1816     |
| Преженцов Пётр Панкратович            | статский советник                                                                                      | 25.10.1816—14.06.1819     |
| Волков Константин Григорьевич         | коллежский советник                                                                                    | 14.06.1819—1823           |
| Фон-Кронек, Вальтер Адам Лаврентьевич | коллежский советник                                                                                    | 23.05.1823—05.11.1826     |
| Измайлов Александр Ефимович           | статский советник                                                                                      | 05.11.1826—31.03.1828     |
| Крылов Дмитрий Сергеевич              | коллежский советник (статский советник)                                                                | 06.04.1828—19.04.1835     |
| Аверкиев Александр Егорович           | действительный статский советник                                                                       | 19.04.1835—31.01.1838     |
| Глушков Иван Фомич                    | статский советник                                                                                      | 01.02.1838—19.04.1843     |
| Лажечников Иван Иванович              | надворный советник (статский советник)                                                                 | 19.04.1843—14.10.1853     |
| Извеков Егор Николаевич               | статский советник                                                                                      | 14.10.1853—01.06.1856     |
| Юркевич                               | коллежский советник                                                                                    | 01.06.1856—06.07.1856     |
| Иванов Павел Егорович                 | коллежский советник (статский советник)                                                                | 06.07.1856—03.04.1860     |
| Салтыков-Щедрин Михаил Евграфович     | коллежский советник (статский советник)                                                                | 03.04.1860—02.02.1862     |
| Толстой Юрий Васильевич               | статский советник (действительный статский советник)                                                   | 02.02.1862—04.02.1866     |
| Оболенский Михаил Александрович       | князь, статский советник, в звании камер-юнкера (в звании камергера, действительный статский советник) | 04.02.1866—31.05.1868     |
| Кожухов Евгений Алексеевич            | действительный статский советник                                                                       | 07.06.1868—07.12.1879     |
| Неклюдов Пётр Васильевич              | в звании камер-юнкера, надворный советник, и. д. (утверждён 24.12.1880)                                | 01.01.1880—24.11.1883     |
| Яфимович Николай Николаевич           | коллежский советник (действительный статский советник)                                                 | 24.11.1883—07.02.1891     |
| Усов, Николай Николаевич              | в звании камергера, надворный советник (статский советник)                                             | 07.02.1891—01.04.1903     |
| Хитрово Сергей Константинович         | коллежский советник                                                                                    | 01.04.1903—02.11.1907     |
| Чернцов Фёдор Фёдорович               | надворный советник (статский советник)                                                                 | 02.11.1907—1913           |
| Кисель-Загорянский Николай Николаевич | действительный статский советник                                                                       | 24.02.1914—28.07.1914     |
| Гершельман Дмитрий Фёдорович          | статский советник                                                                                      | 1914—1917                 |

## Сравнение с Тверской областью
|                             | Площадь      | Население       |
| --------------------------- | ------------ | --------------- |
| Тверская губерния, 1913 год | 65,1 тыс.км² | 2351,1 тыс.чел. |
| Тверская область, 2010 год  | 84,2 тыс.км² | 1353,5 тыс.чел. |

## Карты

Местоположение губернии в Российской империи
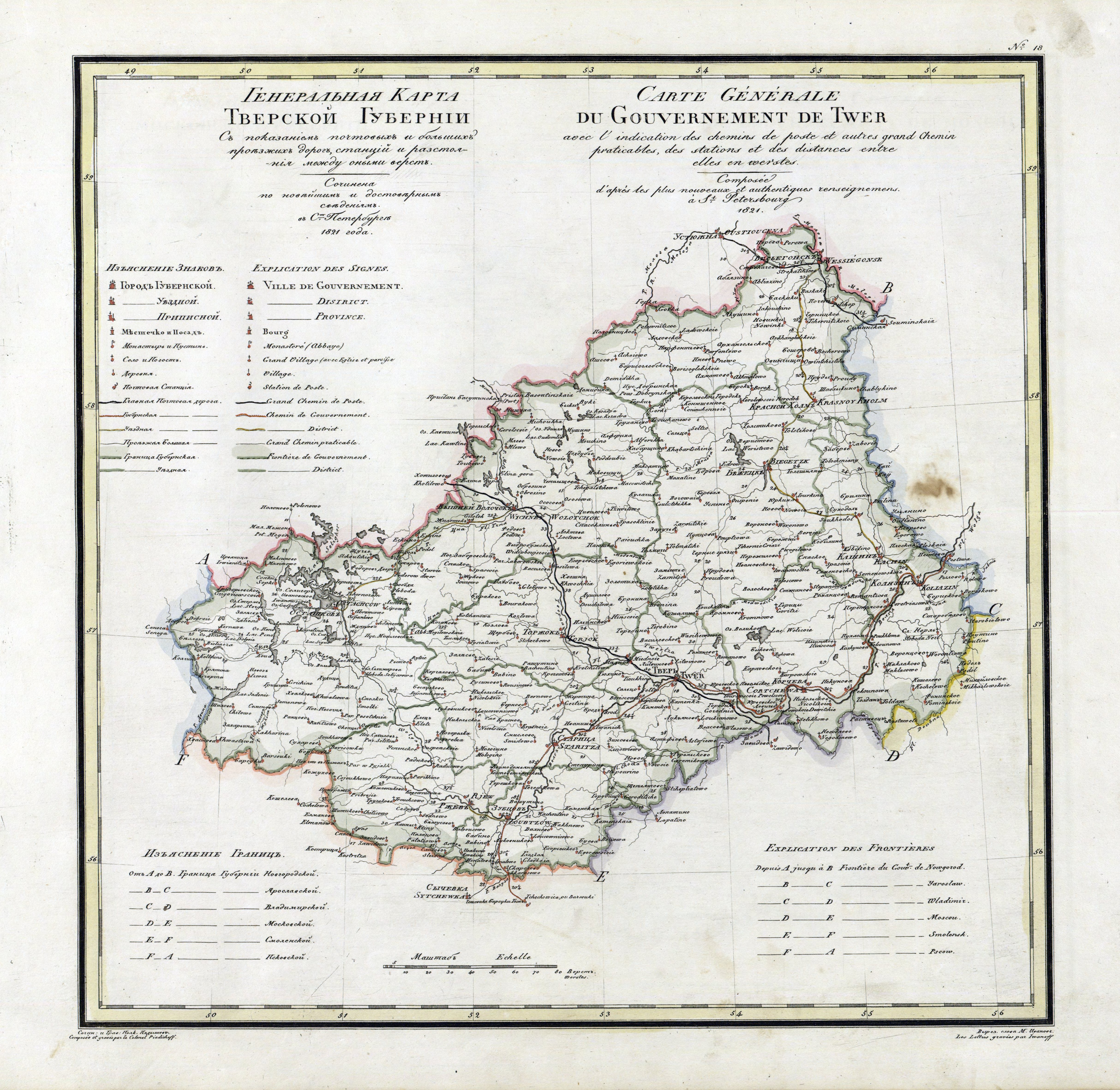
Генеральная карта Тверской губернии из Географического атласа Российской империи Падышева. 1821 год
Карта административного деления Тверской губернии
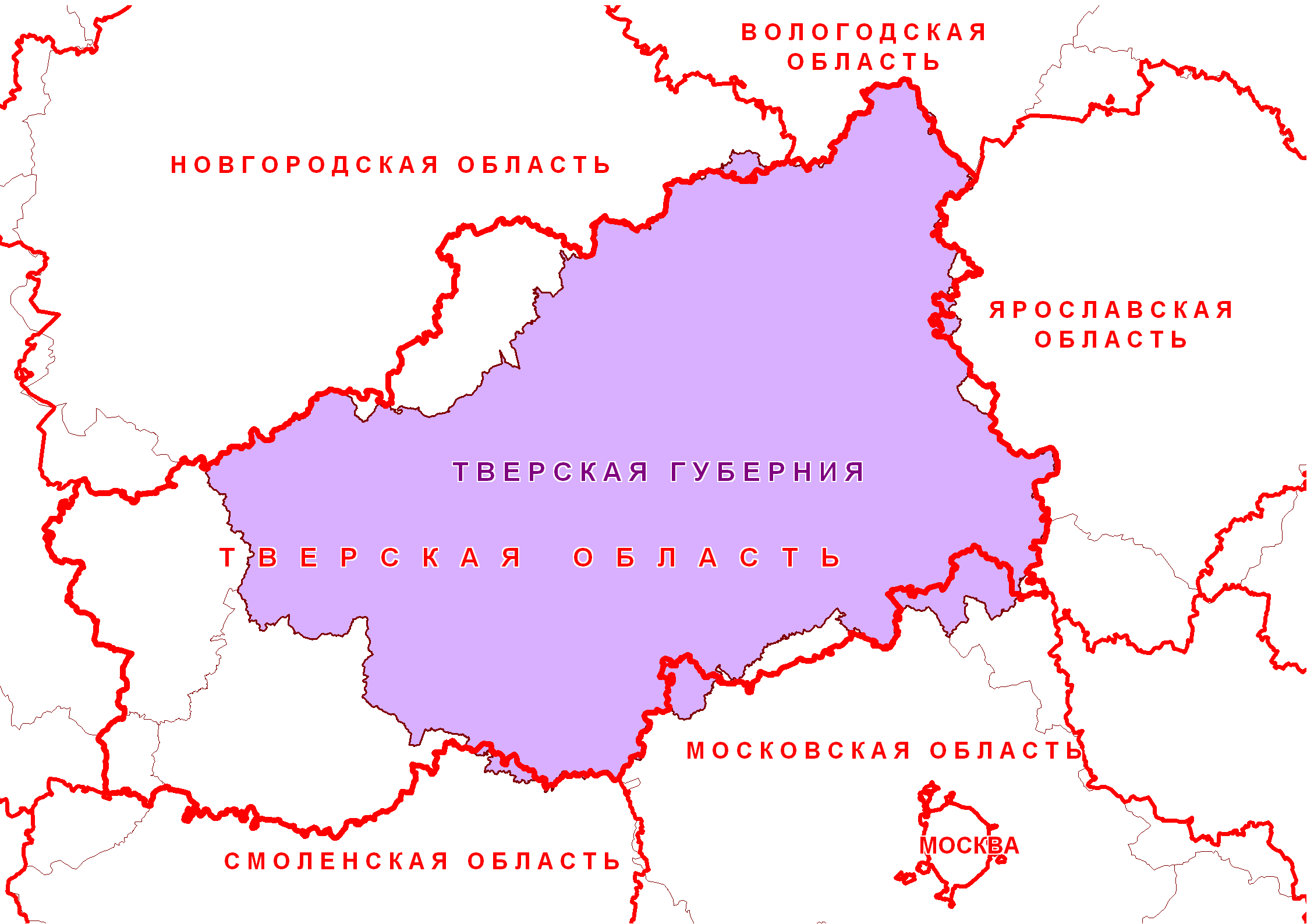
Территория губернии и области на карте
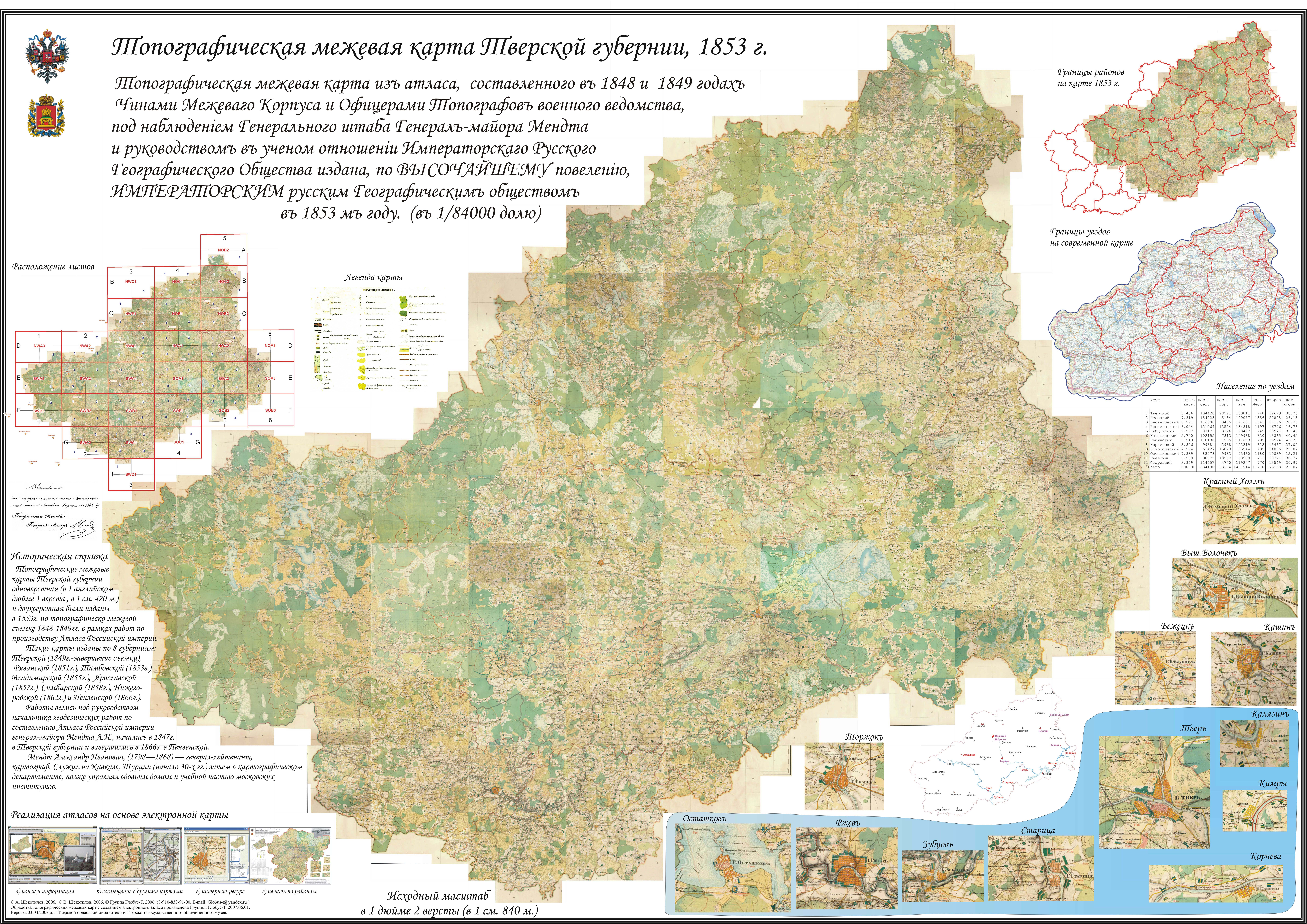
Карта-схема сделана на основе объединения листов двухвёрстной топографической межевой карты А.И. Менде 1853 г.

- Карта Тверского наместничества (1792 г)
- Карта Тверского наместничества (1796 г). Малоформатный атлас Российской империи.
- Карта Тверской губернии (1800 г). Лист 14. Атлас Российской империи.
- Карта Тверской губернии (1821 г). «Географический атлас Российской империи, Царства Польского и Великого Княжества Финляндского»
- Карта Тверской Губернии (1835 г). «Атлас Российской Империи, содержащий в себе 51 губернию, 4 области, Царство Польское и Княжество Финляндское».
- Карта Тверской губернии из «Атласа» А. А. Ильина 1876 года
- Двухверстная топографическая межевая карта Тверской губернии съёмки А. И. Менде (Мендт), 1853 г. (автоматизированный просмотр с современными картами и космическими снимками)